# Heliconius nigroapicalis
Heliconius nigroapicalis är en fjärilsart som beskrevs av Heinrich Neustetter 1925. Heliconius nigroapicalis ingår i släktet Heliconius och familjen praktfjärilar. Inga underarter finns listade i Catalogue of Life.